# Gunung Tua Julu (Padang Bolak)
Gunung Tua Julu is een bestuurslaag in het regentschap Padang Lawas Utara van de provincie Noord-Sumatra, Indonesië. Gunung Tua Julu telt 811 inwoners (volkstelling 2010).